# 13264 Abdelhaq
13264 Abdelhaq este o planetă minoră (asteroid) din centura de asteroizi. A fost descoperită pe 17 august 1998 la Magdalena Ridge Observatory⁠(d) de Lincoln Near-Earth Asteroid Research. 
Obiectul prezintă o orbită caracterizată de o semiaxă mare de 2,4215703 UAi, o excentricitate de 0,06, o înclinație de 5,68459 ° în raport cu ecliptica.